# OOPArt
OOPArt is een afkorting van het Engelse out-of-place artifact (= niet-op-zijn-plaats-zijnde voorwerp) oftewel een anomalie. OOPArt is een door de cryptozoöloog Ivan Sanderson samengesteld woord voor historische, archeologische of paleontologische voorwerpen die gevonden zijn in voor die voorwerpen ongebruikelijke aardlagen of tussen andere voorwerpen die thuishoren in een bepaald tijdperk maar waar het betreffende voorwerp niet hoort. Een hypothetisch voorbeeld van een OOPArt zou zijn een laptop die men vindt in een oud-Egyptisch graf tussen meer gebruikelijke voorwerpen zoals mummies en graf bijgiften.
Vaak worden OOPArts gebruikt door esoterische groepen en creationisten om hun claims te 'bewijzen' betreffende een superbeschaving voor de zondvloed en mythische landen als Atlantis of een andere verloren beschaving met superieure technische vaardigheden. Door een enorme catastrofe zouden deze beschavingen zijn verwoest waarbij alleen nog vage mythen over hen de ronde doen en er soms nog vreemde voorwerpen worden gevonden in oude aardlagen.
Van de meeste aanvankelijk als OOPArts opgevoerde voorwerpen in veel sensationele boeken over 'verloren beschavingen' is na onderzoek een nuchtere verklaring gevonden voor hun bestaan of zijn deze als bedrog zijnde door de mand gevallen. Dat weerhoudt veel schrijvers er niet van om deze toch in nieuw verschenen boeken weer op te nemen als 'onverklaarbare voorwerpen die de gevestigde archeologie op de kop zullen zetten'.

## Lijst van bekende OOPArts
- IJzeren man van Kottenforst in Duitsland
- Piri Reis-kaart
- Kubus van Salzburg
- Stenen van Ica
- Kristallen schedels van Amerika
- Batterij van Bagdad
- Radioactieve skeletten van Mohenjo-Daro
- Quimbaya-vliegtuig uit precolumbiaans Colombia
- Romeinse terracotta Tecaxic-Calixtlahuaca hoofd in Toluca vallei, Mexico
- Bat Creek Stone in grafheuvel in Oost-Tennessee met Hebreeuwse letters
- Ingá Stone met 'Latijnse letters'